# Melvin Dixon
Melvin Dixon (* 29. Mai 1950 in Stamford, Connecticut, USA; † 26. Oktober 1992 ebendort) war ein US-amerikanischer Hochschullehrer, Schriftsteller und Übersetzer.

## Leben
Dixon studierte an der Wesleyan University und der Brown-University Amerikanistik und war fortan von 1980 bis 1992 als ordentlicher Professor für Literaturwissenschaften und englische Sprache an der New Yorker Queens College tätig. Gastprofessuren führten ihn an die City University of New York, die Fordham University, die Columbia-University, das Williams College sowie an seine alte Alma Mater, die Wesleyan-University.
Als Schriftsteller machte er sich einen Namen vor allem als Lyriker und Romancier, dessen Schwerpunkt in der Literatur für homosexuelle schwarze Männer lag und von James Baldwin beeinflusst war. Auch war er als Übersetzer tätig und übertrug Werke von Leopold Senghor und Jacques Roumain ins Englische. 1989 erhielt er den Nilon Award for Excellence in Minority Fiction.
Der homosexuelle Melvin Dixon starb ein Jahr nach seinem Lebenspartner Richard Horowitz an den Folgen seiner AIDS-Erkrankung am 26. Oktober 1992.

## Werk
- Change of territory, 1983, Lyrik.
- Ride out the wilderness: Geography and identity in afroamerican literature, 1987, Sachbuch über afroamerikanische Literatur.
- Trouble of Water, 1989, Roman.
- Vanishing Rooms, 1991, Roman.
- Love´s instruments, Lyrik, 1995 (posthum).